# قطعنامه ۷۵ شورای امنیت
قطعنامه ۷۵ شورای امنیت سازمان ملل متحد که در تاریخ ۲۷ سپتامبر ۱۹۴۹ تصویب شد، سندی بین‌المللی دربارهٔ هزینه‌های سفر و کمک‌هزینهٔ معاش برای نمایندگان جایگزین در برخی از کمیسیون‌های شورای امنیت است. این قطعنامه طی نشست ۴۴۸ام با ۷ موافق، ۱ مخالف و ۳ ممتنع تصویب شد.